# 王天强
王天强（1910年3月30日—1970年4月3日），台湾台中人（一说彰化人），台湾民主自治同盟早期领导人之一。

## 生平
王天强1910年3月30日出生於台中。早年曾加入台湾共产党，台灣總督府大搜捕時王天強前往廈門集美學校就讀，參加共青團，並從事學運。
1945年第二次世界大戰結束后，王天强和谢雪红等人一起组织台湾人民协会。他将中国共产党台湾省工作委员会领导成员张志忠介绍给谢雪红。1946年5月，谢雪红到上海证实了张志忠的身份后，谢雪红等人的系统才完全接受张志忠的领导。王天强也参与了台湾二二八事件。《彰化县二•二八事件警察档案》中的《台中县二•二八事件员林区辖内参加暴动奸徒名册》里，在“王天强”名下记载：
三十七岁，农，员林区永靖乡同安宅。二•二八事件发生时煽动民众鼓励参加暴动。
1947年11月，王天强加入台湾民主自治同盟。1949年王天強離開臺灣返回上海，先後在中共華東局、統戰部工作。1949年9月王天強代表台盟，成为中国人民政治协商会议第一届全体会议代表。王天强是台盟总部第一届理事。1953年王天強先後任職福建省農業廳、中國國民黨革命委員會福建省委員會、臺灣民主自治同盟福建省委員會。1958年1月8日，台盟福建省支部筹备委员会在福州成立，王天强担任主任委员。王天强历任第二至四届全国政协委员，第二届、三届福建省政协委员，第四届福建省人大代表。
1970年，王天強在文化大革命當中被迫害致死。